# FaceTime
FaceTime – produkt wideotelefoniczny opracowany przez firmę Apple Inc., dostępny na obsługiwanych urządzeniach mobilnych z systemem iOS 4 lub nowszym oraz na komputerach Mac z systemem Mac OS X 10.6.6 lub nowszym. Obsługuje dowolne urządzenie iOS z kamerą skierowaną do przodu i każdy komputer Mac wyposażony w kamerę FaceTime.  
FaceTime Audio, czyli wersja tylko audio, jest dostępna na każdym urządzeniu z systemem iOS obsługującym system iOS 7 lub nowszy oraz na każdym komputerze Mac z kamerą skierowaną do przodu i systemem OS X 10.9.2 lub nowszym.
FaceTime jest dostępny bezpłatnie w systemach iOS i macOS począwszy od systemu Mac OS X Lion (10.7). Od czasu wydania systemów iOS 15, iPadOS 15 i macOS Monterey systemy firm innych niż Apple mogą być używane do uczestniczenia w rozmowach FaceTime za pomocą klienta internetowego.